# Gdańsk Śródmieście
Gdańsk Śródmieście – stacja kolejowa Szybkiej Kolei Miejskiej w Gdańsku, zlokalizowana w dzielnicy Śródmieście, na południe od Dworca Głównego, na styku Starego Przedmieścia i Biskupiej Górki, między wiaduktem w ciągu al. Armii Krajowej a kościołem św. Trójcy, oddana do użytku 1 kwietnia 2015.
W roku 2018 przystanek obsługiwał około 14–17 tys. pasażerów na dobę, co dawało mu 15. miejsce w kraju. Urząd Transportu Kolejowego uważa, że otwarcie przystanku mogło być przyczyną spadku liczby pasażerów na stacji Gdańsk Główny do 10,3 mln, o 10%, w 2017. W 2021 UTK uznał stację za 10 co do popularności w Polsce, jednak wynik ten został przez prasę zakwestionowany.

## Ruch pasażerski
| Rok  | Wymiana pasażerska na dobę |
| ---- | -------------------------- |
| 2017 | 17 000-20 000              |
| 2022 | 8 000-10 000               |

Przystanek wraz z fragmentem przebiegającej powyżej al. Armii Krajowej utworzył pasażerski węzeł komunikacyjny, skupiający wszystkie miejskie środki transportu (tramwaj, autobus i kolej). Znajdujący się w pobliżu przystanek tramwajowy Centrum z chwilą otwarcia nowego odcinka linii 250 zmienił swoją nazwę na Śródmieście SKM. Nie ma kas biletowych, są cztery biletomaty, z których dwa umożliwiają płatność kartą zbliżeniową.

## Historia
Do połowy lat 60. XX wieku kilkaset metrów dalej na południe funkcjonował przystanek Gdańsk Biskupia Górka (niem. Danzig Petershagen).
Plan przedłużenia linii Szybkiej Kolei Miejskiej o kolejny przystanek znajdujący się na południe od gdańskiego Dworca Głównego pojawił się w latach 60. Celem jego budowy było ułatwienie dojazdu turystom i mieszkańcom do Głównego Miasta, Starego Przedmieścia i Dolnego Miasta. Gdy w czasach PRL budowano Węzeł Okopowa, pozostawiono pod nim miejsce na przystanek i wykonano część związanych z nim prac (m.in. otwory w wiadukcie nad torami, w którym znaleźć miały się schody oraz prace ziemne).
Budowa przystanku znalazła się w realizowanym w latach 2008–2014 programie inwestycyjnym Szybkiej Kolei Miejskiej w Trójmieście Sp. z o.o. Planowano wstępnie, że przystanek obsługiwać będzie turystów już w czasie Euro 2012, co jednak nie zostało zrealizowane. Również kolejne zapowiadane terminy uruchomienia (II-III kwartał 2014, 1 stycznia 2015) nie zostały dotrzymane. Ostatecznie umowę na budowę przystanku podpisano 31 lipca 2013, a wykonawca (konsorcjum firm Rajbud i Dekpol) wszedł na plac budowy 9 sierpnia 2013. Wszystkie prace budowlane miały zostać wykonane w ciągu 490 dni i zakończyć się w nieprzekraczalnym terminie 31 grudnia 2014 roku. W połowie 2014 podano, że inwestycja ma się zakończyć do 3 grudnia 2014 r. Koszt inwestycji wyniósł około 80 mln zł.

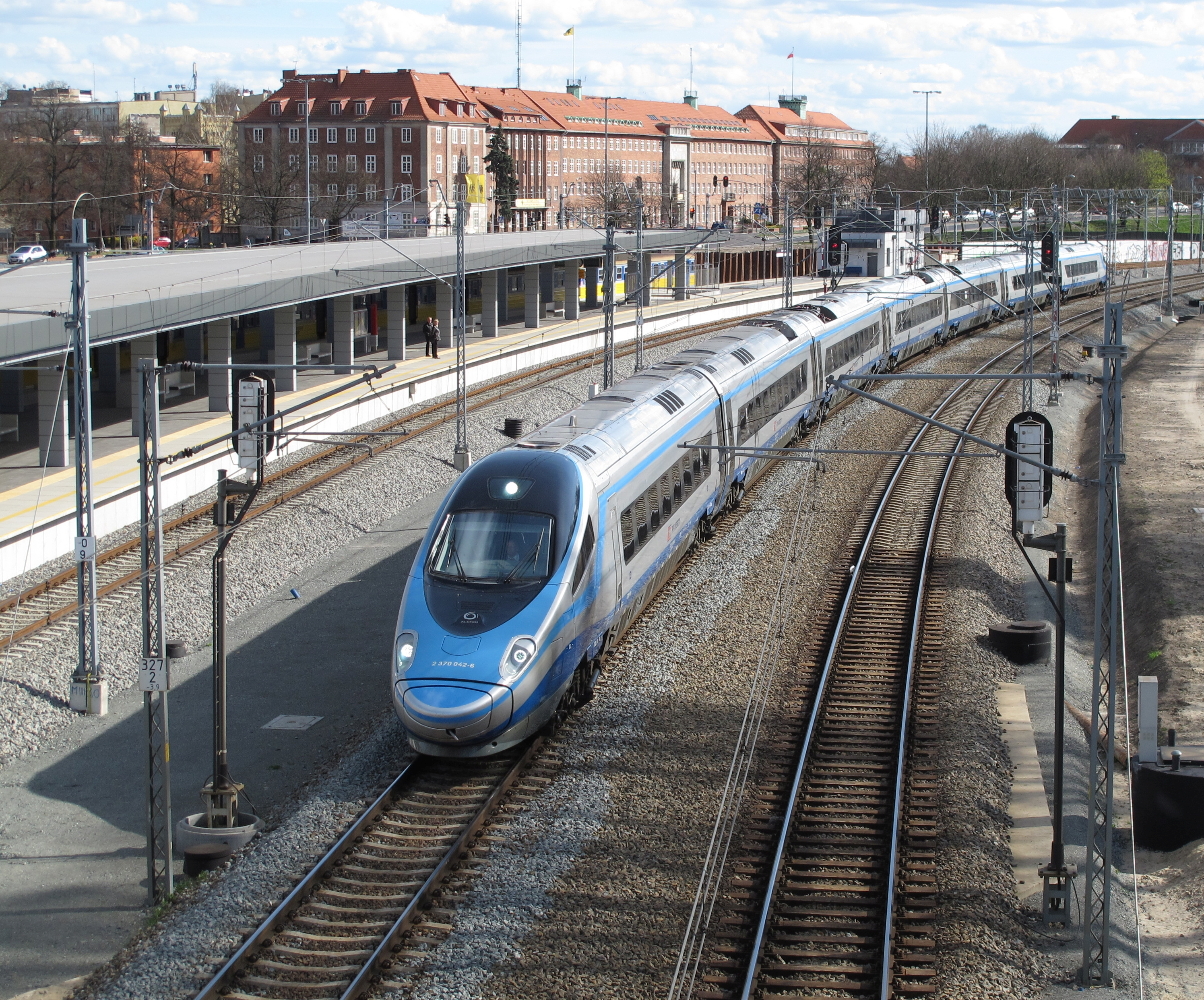
Skład na linii nr 9 mija przystanek Śródmieście (po lewej)

Teren inwestycji przygotowano w części równocześnie z remontem linii kolejowej do Warszawy Zachodniej (linia nr 9). Równolegle z budową przystanku przedłużono w jego kierunku linię kolejową nr 250 oraz przebudowano stację Gdańsk Główny (peron 3 stał się peronem wyspowym, wcześniej jeden z torów był ślepy). Budowa przystanku powiązana jest ponadto z planami zagospodarowania Targu Siennego i Targu Rakowego.
Oddanie do użytku nastąpiło 1 kwietnia 2015 r. 20 lutego opublikowano przyszły rozkład jazdy. Od tego dnia większość pociągów SKM kończących dotąd bieg na stacji Gdańsk Główny została wydłużona do Gdańska Śródmieście. Nie dotyczy to jednak pociągów w kierunku Tczewa, które kursują z pominięciem Gdańska Śródmieście po oddzielnej linii nr 9. Kilka pociągów jadących od strony Gdyni oraz pociągi do przystanku Gdańsk Stadion Expo nadal będą kończyć bieg w Gdańsku Głównym.

## Infrastruktura
Zbudowany peron ma długość 200 metrów i szerokość od 8 do 16 m. Jego początek znajduje się na wysokości południowej krawędzi wiaduktu Armii Krajowej (od strony Tczewa), a koniec na wysokości kościoła Świętej Trójcy. W lipcu 2014 zamontowano konstrukcję wiaty na peronie budowanego przystanku. Niektóre z przewidzianych docelowo rozwiązań komunikacyjnych w rejonie przystanku mają zostać zrealizowane w terminie późniejszym.

## Sąsiedztwo
Wybrane obiekty w promieniu kilometra:
- Muzeum Narodowe
- Mała Zbrojownia
- Baszta Biała
- Brama Nizinna
- Komenda Wojewódzka Policji
- Urząd Wojewódzki
- Urząd Marszałkowski
- Forum Gdańsk
- Victoriaschule
- Zbór Kościoła Zielonoświątkowego w Gdańsku

## Krytyka
Ponieważ przedłużona linia nr 250 za przystankiem Gdańsk Śródmieście nie posiada połączenia z linią nr 9 w kierunku południowym, pociągi SKM w kierunku Pruszcza Gdańskiego i Tczewa omijają nowy przystanek, co spotkało się z krytyką prasy i społeczeństwa.